# Тебеньков, Михаил Дмитриевич
Михаил Дмитриевич Тебеньков (1802—1872, Санкт-Петербург) — вице-адмирал, гидрограф, правитель Русской Америки.

## Биография
Родился в 1802 году. Воспитывался в Морском кадетском корпусе, курс которого окончил в 1821 году. Служил на разных судах Балтийского флота, с 1824 года заведовал работами вблизи Нарвы по заготовлению леса для постройки судов.
В январе 1825 года поступил на службу Российско-Американской компании и в течение последующих 1826—1834 годов последовательно командовал компанейскими бригами «Головнин», «Рюрик», «Чичагов» и шлюпом «Уруп», причём в 1826 году был произведён в лейтенанты. В 1829—1831 гг. произвёл опись залива Нортон и архипелага Александра.
Весь 1835 год он прослужил в главном управлении компании в Санкт-Петербурге, а затем командовал корветом «Елена» вплоть до 1840 года, когда с чином капитан-лейтенанта (произведён в 1837 году) вышел из службы компании.
Поступил на гражданскую службу в ведомство министерства народного просвещения — инспектором студентов харьковского Императорского университета с переименованием в коллежские асессоры; 9 января 1843 года был произведён в надворные советники и в том же году награждён орденом Св. Анны 3-й степени.
В январе 1844 года вернулся на морскую службу и 9 июля 1845 года был назначен главным правителем русских колоний в Северной Америке и управляющим Русско-Американской компании с производством в капитаны 2-го ранга.
В 1846 году, по предложению правительства и на казённый счёт, им была снаряжена экспедиция для обследования судоходства устья Амура. Экспедиция пришла к заключению, что северная часть Амурского лимана доступна лишь для небольших парусных судов, для судов же глубокосидящих доступ в устье исключается; основываясь на этом заключении, правительство остановилось на положении, что «напрасно хлопотать об Амуре, когда дознано, что в него могут входить только одне шлюпки», — и этот неверный взгляд продержался до 1849 года, когда Амурская экспедиция пришла к другим выводам. Кроме того, он организовал экспедиции по описи прибережных островов Аляски и Алеутских островов, лично принимал участие в некоторых из них.

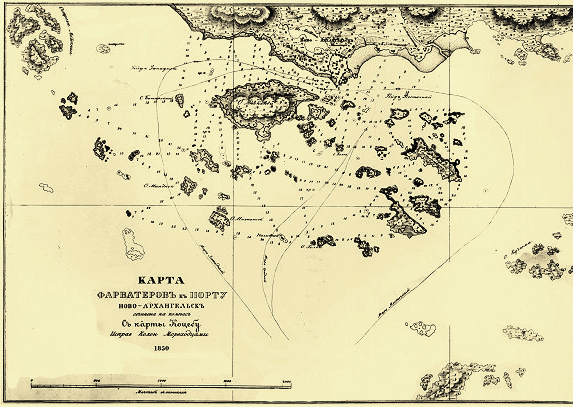
Фрагмент атласа Тебенькова с островом Ситка

В августе 1849 года Тебеньков получил чин капитана 1-го ранга, и 14 октября оставил пост управляющего Русско-Американской компании; в 1851 году он был назначен состоять по флоту и занялся составлением по собранным им за время службы материалам «Атласа северо-западных берегов Америки от Берингова пролива до мыса Карриэнтес и островов Алеутских с присовокуплением некоторых мест северо-восточных берегов Азии» и «Гидрографических замечаний к атласу…», за который ему императором Николаем I был пожалован бриллиантовый перстень, а шведским королём — орден Меча.
В 1853 году Тебеньков был назначен членом комиссии по составлению морских уложений. В следующем году, будучи командиром 1-й бригады шхерной гребной флотилии, работал по сооружению укреплений Роченсальма; 13 июля 1854 года удостоен Высочайшей благодарности за работы по укреплению Роченсальма, а 6 декабря 1854 года награждён орденом Св. Анны 2-й степени с императорской короной.
В марте 1855 года был произведён в контр-адмиралы (со старшинством с 30 августа) и назначен капитаном над Петербургским портом, а вскоре после этого и бригадным командиром рабочих экипажей, расположенных в Санкт-Петербурге и в этих должностях состоял до 28 декабря 1859 года, когда был зачислен по резервному флоту; 22 сентября 1856 года награждён орденом Св. Владимира 4-й степени, 17 апреля 1858 года — орденом Св. Владимира 3-й степени; 26 сентября 1858 года назначен состоять по флоту, 28 декабря 1859 года — по резервному флоту; 5 сентября 1860 года произведён в вице-адмиралы и уволен в отставку.
Скончался в Санкт-Петербурге 3 (15) апреля 1872 года;, похоронен на Смоленском православном кладбище. Там же были похоронены другие члены его семьи:
- жена — Мария Алексеевна, урождённая Киреевская (13.12.1818—23.08.1868) — дочь капитана 1-го ранга, помощника капитана кронштадтского порта (по записи в метрической книги церкви Св. Павла Исповедника при Морском кадетском корпусе от 7 января 1845 года[3]);
- сын Николай Михайлович (?—1886), адмирал;
- дочь Юлия Михайловна (30.04.1838—18.07.1872)
- внук Дмитрий Висленев (21.12.1866—03.11.1868)
- внучка Мария Михайловна Висленева (1846—10.10.1860[4])

Мария Алексеевна Киреевская была его второй супругой. В первом браке, с Марией Александровной, родились дочери Юлия и Надежда (22.06.1839—?). Во втором браке родились: Алексей (01.03.1853—?), Софья (16.04.1854—?), Михаил (03.09.1856—?), Владимир (12.02.1859—?).
В честь М. Д. Тебенькова названы:
- бухта Тебенькова [Св. Михаила] (Берингово море, залив Нортон-Саунд, 63°29′ с.ш., 162° з.д., бухта открыта в 1831 году М. Д. Тебеньковым, название бухте присвоено Ф. П. Литке по фамилии первооткрывателя; в 1880-х годах Береговой службой США бухта была переименована в бухту Св. Михаила)[7].
- бухта Тебенькова (Тихий океан, побережье Северной Америки, архипелаг Александра, 56°29′ с.ш., 134°13′ з.д., название бухте присвоено в 1879 году У. Доллом) [7];
- гора Тебенькова (Курильские острова, остров Итуруп)[7];
- мыс Тебенькова (Берингово море, Алеутские острова, 53°59′ с.ш., 166°53′ з.д., мыс открыт в 1846 году штурманом Курицыным, название присвоено в 1938 году Геологической службой США)[7].